# Jafer Sadiq

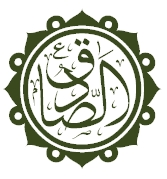
Ja'far al-Sadiq

Imam Jafer Sadiq of Ja'far al-Sadiq (Arabisch: جعفر الصادق, Turks: İmâm Câʿfer es-Sâdık of Cafer-i Sadık), volledige naam Ja'far ibn Muhammad ibn Ali ibn Husayn (Medina, 20 april 702 - 4 december 765) was een afstammeling van de islamitische profeet Mohammed (via zijn dochter Fatima) en Ali ibn Aboe Talib. Hij wordt beschouwd als de zesde imam van de Twaalf Imams door aanhangers van het sjiisme, alevitisme en het bektashisme maar wordt erkend door de Soennieten als een Soenniet
Sadiq die een wetenschapper, filosoof, theoloog en een jurist was is de grondlegger van de Jafari school van sjiitische jurisprudentie (de fiqh). Door sommigen wordt hij na Imam Ali als de meest intellectuele persoon van de Twaalf Imams beschouwd. Dit betekent echter niet dat de overige imams dat niet waren (ze worden allen beschouwd als de '12 wijzen' uitgekozen door God), maar minder de kans kregen om hun leer te verspreiden (in verband met onderdrukking, gevangenschap, moord, enz. aan de hand van de Omajjaden en Abbasiden).
Zijn wijsheid komt onder andere op de voorgrond in het boek The Great Muslim Scientist & Philosopher: Imam Jafar Ibn Mohammad Al-Sadiq. Sadiq was ook de leraar van de bekende alchemist Geber. Een ander bekend boek over een gesprek tussen imam Jafar en een van zijn trouwe metgezellen is het boek Tawheed Al Mufaddal (bij de alevieten bekend als Tevhid-i Mufazzal).
De alevieten volgen zijn mystieke leer volgens de Imam Cafer-i Sadik Buyrugu, toegewezen aan Ja'far al-Sadiq. Binnen het soefisme heeft Ja'far al-Sadiq ook een bijzondere plaats, en wordt hij gezien als een van de grote namen in de leer van de islamitische mystiek. Zo wordt hij nadrukkelijk genoemd in het boek Mystical Dimensions of Islam door Annemarie Schimmel, waarin het ontstaan van het soefisme wordt beschreven en is er een boek genaamd Spiritual Gems: The Mystical Qur'an Commentary Ascribed by the Sufis to Imam Ja'far al-Sadiq. Opmerkelijk is dan ook dat de naam van imam Ja'far al-Sadiq in elke spirituele stamboom/ketting (silsilah) van alle soefi-ordes voorkomt.
Ook bij soennitische moslims wordt Sadiq geacht als een belangrijke geleerde, omdat hij de leraar in fiqh was van de imams waar de soennitische Madhab's naar zijn vernoemd (onder andere Abu Hanifa en Malik ibn Anas).
Volgens de sjiieten zou Ja'far al-Sadiq hebben gezegd: “Wanneer je iemand ziet die vroom is, de waarheid zegt, betrouwbaar is en goede manieren heeft, noem hem dan een Ja’fari.” Ja’fari is dus een term die verwijst naar de Ithna Ashari (12 imams) leerschool.
Het debat dat losbarstte over wie hem moest opvolgen zorgde voor een afsplitsing van de ismailieten of zeveners van de hoofdstroom van de twaalvers en de totstandkoming van de dynastie van de familie van Aga Khan.